# Willard Hotel

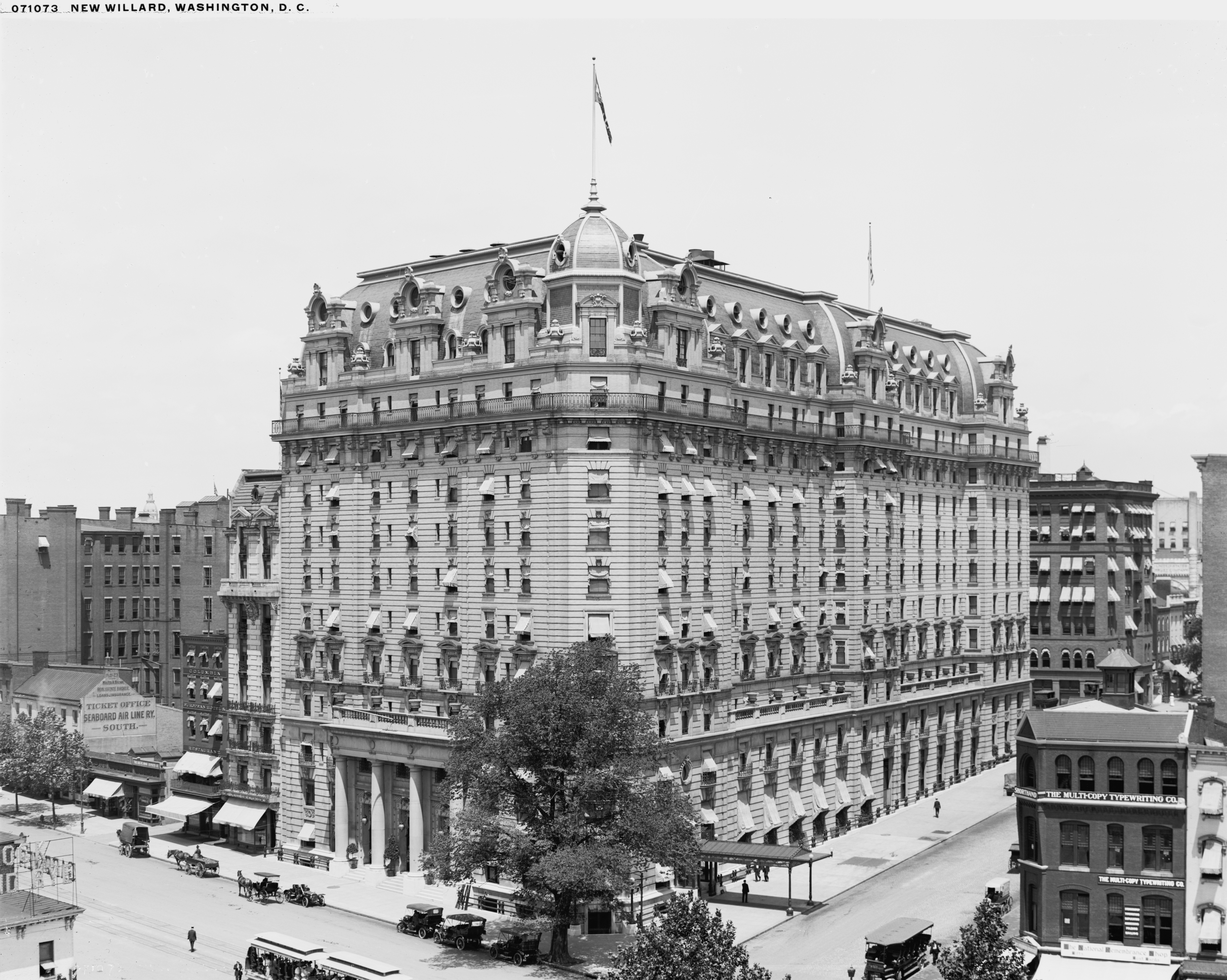
Das Willard Hotel zu Beginn des 20. Jahrhunderts

Das Willard Hotel vom Pershing Park aus gesehen (zwischen 1980 und 1990)

Das Willard Hotel (auch: Willard InterContinental Washington) ist ein Luxushotel in Washington, D.C. Es liegt in der Nachbarschaft zum Weißen Haus an der 1401 Pennsylvania Avenue NW.

## Geschichte
Das heute zwölfgeschossige Gebäude im Stil der Beaux-Arts wurde von dem Architekten Henry Janeway Hardenbergh entworfen und im Jahr 1901 eröffnet. Es wurde als erster Wolkenkratzer der Stadt gefeiert. Vorgängergebäude, die seit 1818 als Hotel dienten, waren mehrfach verkauft und umgebaut worden. 1847 hatten Henry A. und Edwin Willard die Immobilie zunächst gemietet und darin das Willard Hotel begründet, 1853 erwarben die Brüder Henry und Joseph Clapp Willard (Vater des Politikers Joseph Edward Willard) das Gebäude. Deren Nachkommen betrieben das Hotel bis zum Verkauf 1946; zwischenzeitlich war auch T. Coleman du Pont beteiligt. Im Jahr 1968 wurde der Hotelbetrieb von den damaligen Besitzern eingestellt, das Gebäude verkam. Nachdem sich die InterContinental Hotels Group in eine neue Eigentümerholding eingekauft und die Renovierung als zukünftiger Betreiber begonnen hatte (Kosten USD 73 Millionen), konnte das Hotel 1986 wiedereröffnet werden.

## Gäste
Im Willard Hotel bzw. in seinen Vorgängerbauten übernachteten viele US-Präsidenten: James Buchanan, Calvin Coolidge (1923), Millard Fillmore, Ulysses S. Grant (1873), Warren G. Harding, Abraham Lincoln (1853/1861), Franklin Pierce (1853), William Howard Taft, Zachary Taylor sowie Woodrow Wilson. Die Inaugurationen zu den Präsidentschaftsantritten von George H. W. Bush and Bill Clinton wurden hier abgehalten.
Viele weitere Prominente waren Gäste, darunter P. T. Barnum, Buffalo Bill, Charles Dickens (1842), Emily Dickinson, David Lloyd George, Harry Houdini, Gypsy Rose Lee, Jenny Lind (1851), Samuel Morse (1890), Joe Paterno oder Gloria Swanson. 1859 feierten hier die führenden Politiker der Nord- wie der Südstaaten bei einem Abschiedsball für Lord Francis Napier (1819–1898) letztmals vor Ausbruch des Sezessionskrieges miteinander. Im Krieg diente das Hotel dann als Hauptquartier der Unionsarmee. Nathaniel Hawthorne, der damals für die Zeitschrift The Atlantic schrieb, stellte fest:

“This hotel, in fact, may be much more justly called the center of Washington and the Union than either the Capitol, the White House or the State Department.”

„Tatsächlich kann man viel eher das Hotel als das [politische] Zentrum Washingtons und der Union bezeichnen, als das Kapitol, das Weiße Haus oder das Außenministerium.“

Walt Whitman erwähnte das Hotel in einem Gedicht. Julia Ward Howe verfasste im Willard den Text zu „The Battle Hymn of the Republic“ im November 1861. Mark Twain soll im Willard zwei seiner Werke (u. a. 1848) geschrieben haben. Martin Luther King, Jr. verfasste hier 1963 seine „I Have a Dream“-Rede. Steven Spielberg filmte im Sommer 2001 für den Film Minority Report in verschiedenen Räumen des Hotels; auch einige Szenen von The Return of the First Avenger (2014) wurden hier gedreht.